# Natação artística no Campeonato Mundial de Esportes Aquáticos de 2022 - Rotina técnica equipes
A prova da rotina técnica equipes é um dos eventos da natação artística do Campeonato Mundial de Esportes Aquáticos de 2022 foi realizada entre os dias 19 a 21 de junho, em Budapeste, na Hungria.

## Medalhistas
| Ouro | Prata | Bronze |
| China · Chang Hao · Feng Yu · Wang Ciyue · Wang Liuyi · Wang Qianyi · Xiang Binxuan · Xiao Yanning · Zhang Yayi | Japão · Moka Fujii · Moe Higa · Moeka Kijima · Tomoka Sato · Akane Yanagisawa · Mashiro Yasunaga · Megumu Yoshida · Rie Yoshida | Itália · Domiziana Cavanna · Linda Cerruti · Costanza Di Camillo · Costanza Ferro · Gemma Galli · Marta Iacoacci · Marta Murru · Enrica Piccoli |

## Cronograma
Todos os horários são locais (UTC+2). 
| Data        | Hora  | Evento        |
| ----------- | ----- | ------------- |
| 19 de junho | 10:00 | Eliminatórias |
| 21 de junho | 16:00 | Final         |

## Resultados
| Pos.              | Nacionalidade  | Eliminatória | Eliminatória | Final         | Final         |
| Pos.              | Nacionalidade  | Pontos       | Pos.         | Pontos        | Pos.          |
| ----------------- | -------------- | ------------ | ------------ | ------------- | ------------- |
| Medalha de ouro   | China          | 94.0039      | 1            | 94.7202       | 1             |
| Medalha de prata  | Japão          | 91.2049      | 2            | 92.2261       | 2             |
| Medalha de bronze | Itália         | 89.5775      | 3            | 91.0191       | 3             |
| 4                 | França         | 86.4984      | 4            | 88.3558       | 4             |
| 5                 | Grécia         | 86.2755      | 5            | 87.2261       | 5             |
| 6                 | Estados Unidos | 85.6085      | 6            | 86.9907       | 6             |
| 7                 | Israel         | 84.3848      | 8            | 84.5315       | 7             |
| 8                 | Canadá         | 84.7752      | 7            | 84.4817       | 8             |
| 9                 | Reino Unido    | 82.1773      | 9            | 82.5264       | 9             |
| 10                | Suíça          | 81.3767      | 10           | 81.5920       | 10            |
| 11                | Cazaquistão    | 80.3196      | 11           | 81.2713       | 11            |
| 12                | Brasil         | 78.4964      | 12           | 79.2419       | 12            |
| 13                | Portugal       | 75.6638      | 13           | Não avançaram | Não avançaram |
| 14                | Hungria        | 75.6519      | 14           | Não avançaram | Não avançaram |
| 15                | Egito          | 75.5103      | 15           | Não avançaram | Não avançaram |
| 16                | Singapura      | 74.1444      | 16           | Não avançaram | Não avançaram |
| 17                | Austrália      | 70.5530      | 17           | Não avançaram | Não avançaram |
| 18                | Costa Rica     | 64.7922      | 18           | Não avançaram | Não avançaram |
| –                 | Ucrânia        | DNS          | DNS          | DNS           | DNS           |